# كوجي ياكوشو
كوجي هاشيموتو (باليابانية: 橋本 広司) (مواليد 1 يناير 1956) ومعروف رسميًا باسم كوجي ياكوشو (باليابانية: 役所 広司) ممثل ياباني.

## حياته
ولد ياكوشو في إيساهايا، ناغازاكي، وهو الأصغر بين خمسة إخوة. بعد تخرجه من المدرسة الثانوية للتكنولوجيا بمحافظة ناغازاكي في عام 1974، عمل في مكتب حي تشيودا البلدي في طوكيو، والذي أخذ منه اسمه المسرحي لاحقًا.

## مسيرته
في عام 1976، شاهد مسرحية الأعماق السفلى لمكسيم غوركي (مثل بها تاتسويا ناكادي) وكانت مصدر إلهام له، لمشاهدة أكبر عدد ممكن من المسرحيات، ثم المشاركة فيها لاحقًا. في ربيع عام 1978، قام باختبار الأداء في استوديو التمثيل موميجوكو (استوديو للفنانين غير المعروفين) التابع لـ تاتسويا ناكادي، وكان واحدًا من أربعة تم اختيارهم من بين 800 متقدم.
في عام 1983، حصل على دور أودا نوبوناغا في دراما قناة NHK "توكوغاوا إياسو" التي استمرت لمدة عام وسلطت اضواء الشهرة عليه. شارك أيضًا في مسلسل تلفزيوني ومثل شخصية مياموتو موساشي من عام 1984 إلى عام 1985. لعدة سنوات، لعب دور كوجي شينوسوكي (أو "سينغوكو")، أحد الشخصيات الرئيسية في مسلسل "جيداغيكي سامباكي غا كيرو!". ومثل شخصية رئيسية في فيلم "تامبوبو" للمخرج جوزو إيتامي عام 1986.
في عام 1988، حصل على جائزة خاصة للعمل في السينما من قبل وزير التعليم والعلوم والرياضة والثقافة الياباني واستمر في الظهور في الأفلام وفي عدد من البرامج التلفزيونية خلال التسعينيات.
وفي عامي 1996 و1997، حقق ياكوشو العديد من النجاحات الكبرى. حيث فاز فيلم الانقليس للمخرج شوهي إيمامورا، والذي لعب فيه دور البطولة المحب لثعبان البحر، بجائزة السعفة الذهبية في مهرجان كان السينمائي عام 1997. ووصف لورانس فان غيلدر في صحيفة نيويورك تايمز أداءه بأنه "معصوم". وفيلمه الجنة المفقودة، التي تدور أحداثها حول انتحار مزدوج، احتل المرتبة الثانية بعد الأميرة مونونوكي في شباك التذاكر الياباني.
فيلمه "هل نرقص؟" حقق نجاحًا كبيرًا في اليابان لدرجة أنه ألهم جنون الرقص المحلي. تضاعفت مجموعات الرقص ومدارس الرقص في البلاد بعد عرض الفيلم، وأعلن الأشخاص الذين لم يعترفوا في السابق بتلقي الدروس أنهم فعلوا ذلك بكل فخر. قال المخرج ماسايوكي سو عن دوره الرئيسي، حيث كان معروفًا حتى تلك اللحظة بلعب دور الساموراي الوسيم، "اعتقدنا أنه يستطيع لعب دور رجل الأعمال الياباني المرهق، وقد فعل ذلك.... لقد توقف عن كل شيء وأخذ تدريبه على الرقص على محمل الجد."
كان الفيلم أيضًا أحد أكثر الأفلام اليابانية ربحًا خارج اليابان. حصل على 9.5 مليون دولار في الولايات المتحدة وألهم نسخة جديدة من بطولة جينيفر لوبيز وريتشارد جير، حيث لعب جير دور ياكوشو.

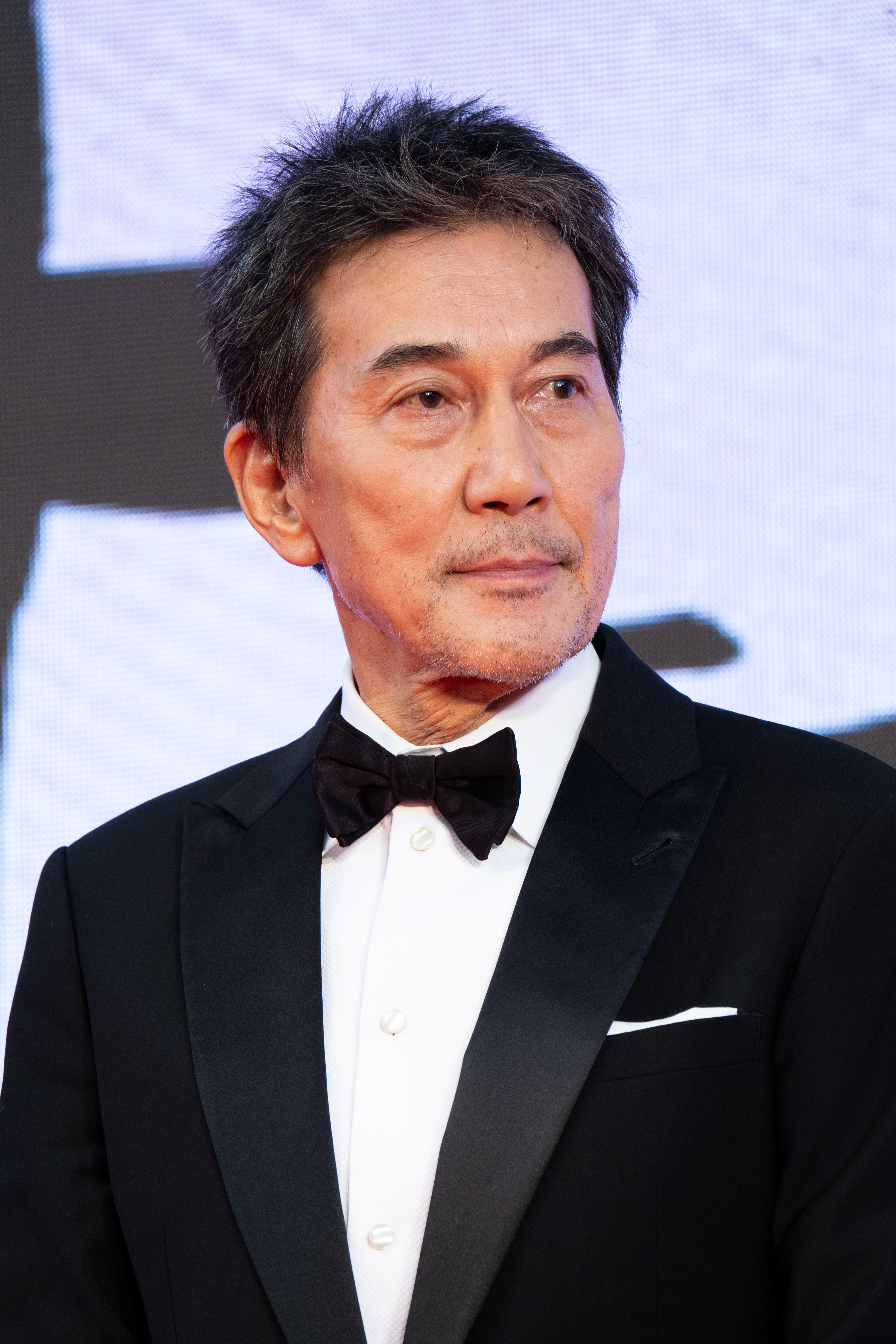
كوجي ياكوشو في مهرجان طوكيو السينمائي الدولي الثاني والثلاثين في عام 2019.

فاز ياكوشو بعد ذلك بجائزة أفضل ممثل في مهرجان جوائز افلام هوجي عن فيلم "بونسي كو غالز"، وهو فيلم تناول الدعارة في المدراس الثانوية على وجه التحديد، وعبادة المال بشكل عام. تعاون مع مخرج الرعب كيوشي كوروساوا ومثل في اكثر من ثمانية افلام له. وجد ياكوشو مزيدًا من التقدير لدى الجمهور العالمي من خلال ادواره في أفلام مثل مذكرات فتاة الغيشا وفيلم بابل للمخرج أليخاندرو غونزاليز إيناريتو، مثل دور والد الفتاة الصم البكم الذي مثلته رينكو كيكوتشي.
وعن أدائه في فيلم أيام مثالية، للمخرج فيم فيندرز، فاز ياكوشو بجائزة أفضل ممثل في مهرجان كان السينمائي لعام 2023.

## الأعمال

### أفلام
| السنة | العنوان                | الدور  |
| ----- | ---------------------- | ------ |
| 1980  | الفصول الأربعة         |        |
| 1985  | تامبوبو                |        |
| 1997  | دواء                   |        |
| 2001  | ماء دافئ أسفل جسر أحمر |        |
| 2005  | مذكرات فتاة الغيشا     |        |
| 2006  | بابل                   |        |
| 2006  | عبر السياج             |        |
| 2007  | الحرير                 |        |
| 2008  | طوكيو سوناتا           |        |
| 2009  | الولد الخارق           |        |
| 2010  | القتلة 13              |        |
| 2015  | الصبي والوحش           |        |
| 2017  | جريمة القتل الثالثة    | ميسومي |
| 2018  | ميراي المستقبلية       |        |
| 2021  | حسناء                  |        |
| 2023  | أيام مثالية            |        |

## روابط خارجية
- كوجي یاكوشو على موقع IMDb (الإنجليزية)
- كوجي یاكوشو على موقع ألو سيني (الفرنسية)
- كوجي یاكوشو على موقع أول موفي (الإنجليزية)
- كوجي یاكوشو على موقع قاعدة بيانات الأفلام السويدية (السويدية)
- كوجي یاكوشو على موقع قاعدة بيانات الفيلم (الإنجليزية)
- كوجي یاكوشو على موقع كينوبويسك (الروسية)